# Wat Phra Sri Rattana Mahathat

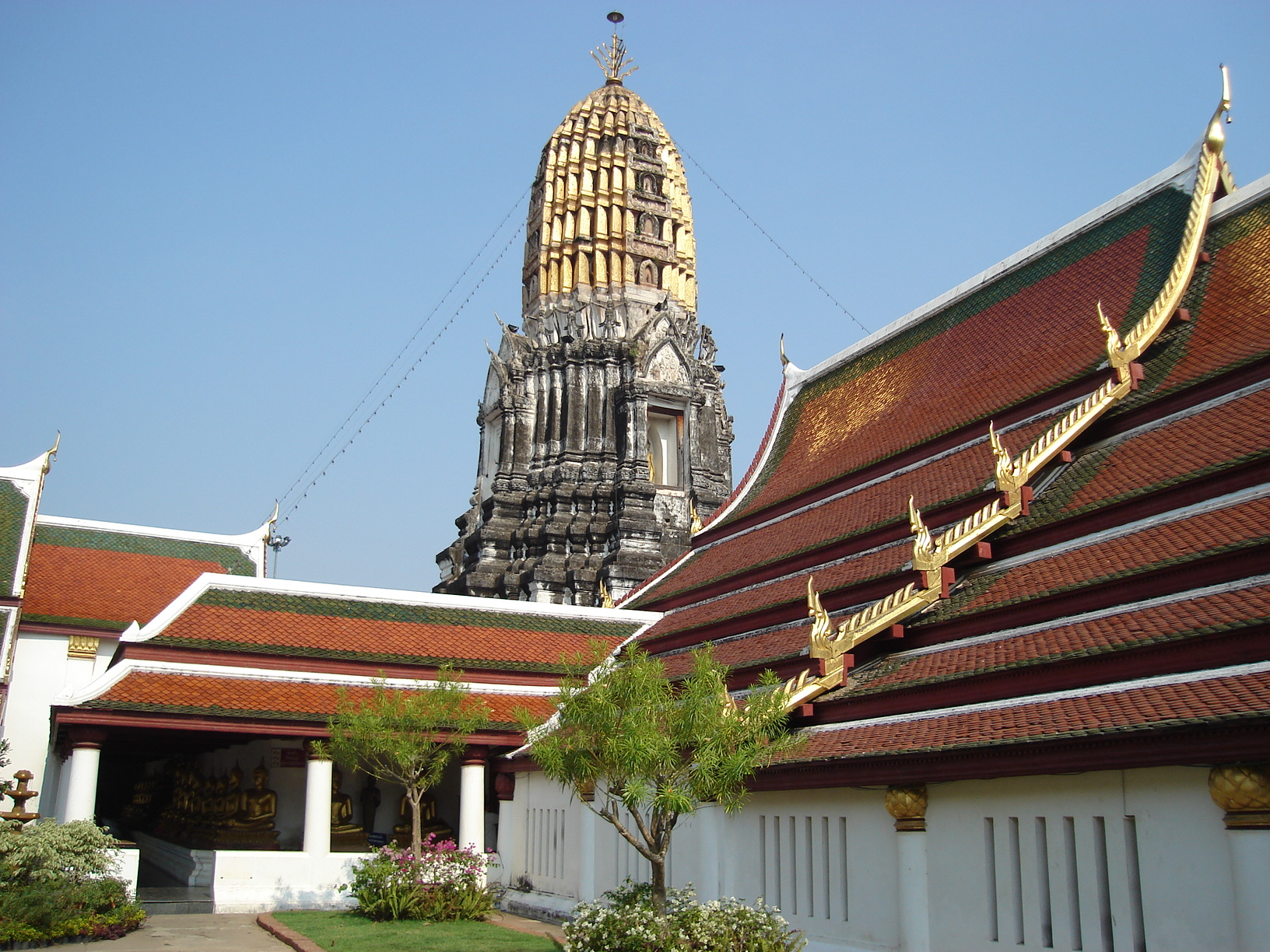
Wat Phra Sri Rattana Mahatat Woramahawihan, 2007

Wat Phra-sri Rattana Mahathat (en tailandés: วัดพระศรีรัตนมหาธาตุ; “Templo de la sagrada y preciosa reliquia”) o Wat Yai (วัดใหญ่;”Gran Templo”) es el monasterio budista más importante de la Provincia de Phitsanulok; está situado en la margen derecha del Río Nan a unos 340 km de Bangkok. 
Lo edificó Maha Thamma Racha I durante el Reino de Sujotai por el año 1357.
En el interior hay una estatura cubierta de oro de Buda (Phra Buddha Chinnaraj). Las perlas que decoraran las puertas de madera del templo se construyeron durante el reinado de Borommakot en 1756 como tributo a Phra Buddha Chinnaraj. 
Detrás del templo, hay una gran pagoda de 36 m, con unas escaleras que llevan al nicho donde se conservan las reliquias de Buda.